# Friedrich Bethmann
Karl Friedrich Bethmann, eigentlich Gütschow (22. Mai 1796 in Rostock – 10. September 1846 in Greifswald) war ein deutscher Theaterschauspieler und Intendant.

## Leben
Bethmann war der Sohn eines Bäckermeisters, der es absolut nicht leiden konnte, dass sich sein Sohn der dramatischen Kunst zuwenden wollte. Allein die Liebe zu derselben hatte bereits so tiefe Wurzel in dem Jüngling gefasst, dass er heimlich einer reisenden Gesellschaft sich anschloss, mit der er als Statist und in kleinen Rollen (1813 bis 1815) gemeinsam wirkte. 
Endlich erhielt er besseres Engagement in Strelitz. Er debütierte daselbst am 25. November 1818 als „Peter“ in „Rosen des Herrn von Malesherbes“ und hatte das Glück sehr zu gefallen. Er verblieb daselbst bis 1821, war dann kurze Zeit in Dessau, hierauf in Magdeburg und dann in Weimar künstlerisch tätig und wurde 1823 Mitglied des Theaters in Sondershausen. 
1825 trat er in den Verband des Stadttheaters in Bremen, dessen Leitung ihm nach kurzer Zeit übertragen wurde. Er führte mit Umsicht die Bühnenangelegenheiten und unternahm mit seiner Gesellschaft zahlreiche, von pekuniärem und künstlerischen Erfolg gekrönte Gastspielreisen. 1832 gab er die Direktion des Bremer Stadttheaters auf, nachdem ihm die Leitung des Theaters in Rostock zugetragen wurde, welche er auch übernahm und im genannten Jahre eröffnete. Wie früher, verstand er es auch hier, sich die Anerkennung von Publikum und Kritik zu verschaffen.
Bethmann starb in Greifswald am Schlagfluss und wurde auf dem dortigen Alten Friedhof begraben.